# Конопасек, Феликс
Феликс Конопасек (пол. Feliks Konopasek; 22 мая 1860, Черновцы — 28 июля 1930, Рыглице) — польский композитор и дирижёр.

## Биография
Учился в Варшаве у Рудольфа Штробля (фортепиано) и Зыгмунта Носковского (композиция). Дирижировал различными варшавскими инструментальными и хоровыми коллективами, преподавал в Варшавской Высшей школе музыки. Среди наиболее известных сочинений — сказка «Дети и жабы» (пол. Dzieci i żaby) для мужского хора, Соната для скрипки и фортепиано и др.